# Varga István (labdarúgó, 1963)
Varga István (Budapest, 1963. január 1. –) magyar válogatott labdarúgó. Középpályás poszton játszott, majd edző lett és U17-es szövetségi kapitány. 

## Pályafutása

### Klubcsapatban
1975-ben a KSI-ben kezdte a labdarúgást. 1977-től az MTK-VM labdarúgója volt, ahol 1982-ben mutatkozott be az élvonalban. Tagja volt az 1986–87-es idényben bajnokságot nyert csapatnak. 1988-ban a Honvédhoz igazolt, ahol bajnokságot és magyar kupát nyert az együttessel. Ezt követően Belgiumba szerződött, ahol többek között a Waregem csapatában játszott.

### A válogatottban
1987 és 1990 között nyolc alkalommal szerepelt a válogatottban.

## Sikerei, díjai
- Magyar bajnokság
- bajnok: 1986–87, 1988–89
- Magyar kupa
  - győztes: 1989

## Statisztika

### Mérkőzései a válogatottban
| Magyarország | Magyarország      | Magyarország                   | Magyarország | Magyarország | Magyarország            | Magyarország | Magyarország | Magyarország |
| #            | Dátum             | Helyszín                       | Hazai        | Eredmény     | Vendég                  | Kiírás       | Gólok        | Esemény      |
| ------------ | ----------------- | ------------------------------ | ------------ | ------------ | ----------------------- | ------------ | ------------ | ------------ |
| 1.           | 1987. február 8.  | Limassol, Círio Stadion        | Ciprus       | 0 – 1        | Magyarország            | Eb-selejtező | -            |              |
| 2.           | 1987. július 28.  | Lipcse, Zentralstadion         | NDK          | 0 – 0        | Magyarország            | barátságos   | -            | 46'          |
| 3.           | 1988. március 26. | Brüsszel, Heysel Stadion       | Belgium      | 3 – 0        | Magyarország            | barátságos   | -            |              |
| 4.           | 1988. április 27. | Budapest, Népstadion           | Magyarország | 0 – 0        | Anglia                  | barátságos   | -            | 65'          |
| 5.           | 1988. május 4.    | Budapest, Népstadion           | Magyarország | 3 – 0        | Izland                  | barátságos   | -            | 46'          |
| 6.           | 1988. május 10.   | Budapest, Népstadion           | Magyarország | 2 – 2        | Dánia                   | barátságos   | -            | 56'          |
| 7.           | 1990. május 28.   | Nîmes, Costiéres Stadion (FRA) | Magyarország | 3 – 0        | Egyesült Arab Emírségek | barátságos   | -            |              |
| 8.           | 1990. június 2.   | Budapest, Fáy utcai Stadion    | Magyarország | 3 – 1        | Kolumbia                | barátságos   | -            | 69'          |
|              | Összesen          |                                |              | 8            | mérkőzés                |              | 0            | gól          |